# Gorenflos
Gorenflos je francouzská obec v departementu Somme v regionu Hauts-de-France. V roce 2010 zde žilo 222 obyvatel.